# 어휘
어휘(語彙, 영어: vocabulary, lexicon)는 어떤 특정한 범위 내에서 사용되는 낱말의 총 집합을 뜻한다.
어휘집(lexicon)은 특정한 언어 또는 분야의 어휘 전체를 수록한 책이다. 언어학에서는 그러한 어휘 총체를 가리키는 용어로도 쓰인다.

## 기본 어휘
한국어의 기준으로 어휘의 종류를 3가지로 구분 할 수 있는데(삼중체계), 고유어는 우리말에 본래있거나 우리말을 기초하여 만든 말(또는 새로 생긴 말을), 한자어는 한자를 우리말 용어처럼 쓰는 말, 외래어는 영어처럼 외국에 들어온 말을 국어처럼 쓰는 것을 말한다.

## 높임을 뜻하는 어휘
존대어나 예시어로 구분할 수 있는데 쉽게 말하면 사람이나 사물을 높여서 말하는 높임말이나 그것을 낮추어 말하는 존대말을 뜻한다.

## 일상 어휘
일상적으로 쓰는 말을 일상어라고 말하지만 전문어는 학술이나 특정한 분야에서 특별한 의미로 쓰는 말을 말한다. 다만 전문어는 일반인도 구분하기 어렵지만 그 분야에서 효과적인 업무수행을 할 수 있다.

## 유행적으로 쓰는 어휘
주로 인터넷에서 나오는 말이 유명해서 쓰는 말이나 당시 그 사회적 상황을 표현하는 유행어로 구분하고, 은어는 다른 구성원들끼리 알아듣지 못하도록 비밀을 유지 시키며 말할 수 았지만 다른 사람한데는 소외감을 느낄수 있다.

## 동음이의어와 다의어
예를 들어 '다리'라는 말은 2가지가 있는데 사람이나 사물을 건너가는 기구이거나 신체의 일부를 뜻하는 것이다. 이렇게 발음은 같은데 의미가 다른 것을 말하고, 주로 국어 사전에서 '하다'라는 단어를 찾으면 여러 가지 의미가 써져있고 그 단어에 머릿번호가 새겨져 있다. 이렇게 여러 가지 의미가 있는 것을 다의어라고 한다. 다의어가 만들어져야 하는 이유는 세상의 수많은 사물이나 현상을 표현하기에는 어휘의 수가 적기 때문에 만들어졌다고 할 수 있다.